# Paul-Louis de Leusse
Pour les articles homonymes, voir Leusse.
Paul-Louis, comte de Leusse (28 avril 1835 à Paris - 12 mars 1906 à Cannes), est un homme politique français.

## Biographie
Petit-fils de l'amiral Édouard-Charles-Victurnien Colbert, il entre dans la marine en 1854 comme aspirant de marine, prend part à la campagne d'Orient, avant de démissionner deux ans plus tard. Il servit par la suite comme lieutenant-colonel de cavalerie à l'État-major.
Maire de Reichshoffen et membre du conseil général du Bas-Rhin, il fut élu, le 24 mai 1869, député de la 4e circonscription de ce département au Corps législatif. Il siégea dans la majorité dynastique. 
En juillet 1870, au moment où l'on croyait la guerre évitée, il déposa avec Clément Duvernois une demande d'interpellation « sur les garanties stipulées par le cabinet pour éviter le retour des complications successives avec la Prusse ». Le cabinet crut voir dans cette interpellation la pensée de l'empereur, et se hâta d'exiger des garanties qui aboutirent à une rupture. Leusse vota pour la déclaration de guerre à la Prusse. Le 4 septembre le rendit à la vie privée. 
Après l'annexion, il opta pour la France.
Marié à Marie-Madeleine Renouard de Bussière (1837-1916), dont une rose portera son nom "Comtesse de Leusse", fille de Marie-Théodore de Bussierre, petite-fille d'Athanase Paul Renouard de Bussierre et du ministre Georges Humann, il est le père de Jean de Leusse et le beau-père du général Georges Humann.